# Ghazipur (miasto)
Ghazipur (hindi ग़ाज़ीपुर) – miasto w północnych Indiach w stanie Uttar Pradesh, na Nizinie Hindustańskiej.
Populacja miasta w 2001 roku wynosiła 105 243 mieszkańców.